# Везувиан
Везувиа́н, также везувиани́т, идокра́з, эгeран, вилуит или калифорни́т — прозрачный, полупрозрачный минерал оттенков зелёного, бурого или жёлто-коричневого цвета, сложный островной силикат кальция и алюминия. Согласно современной номенклатуре минералов везувиан является членом группы везувиана. В состав везувиана входят кремний и алюминий, фтор и гидроксил, а в результате частичного замещения — также некоторые количества железа и магния. Кроме того, некоторые его разновидности могут содержать значительные количества бериллия.

## Свойства
Обладает большой ударной вязкостью, сравнимую с нефритом.
Кристаллы везувиана имеют столбчатую, призматическую или пирамидальную форму, часто с квадратным сечением. Крупные кристаллы обычно находят в известковых скарнах. Встречается везувиан и в виде плотных зернистых масс или лучистых агрегатов.
С точки зрения оптики интересно и показательно удивительно низкое двупреломление идокраза. Оно может составлять всего 0,001 и редко когда превышает 0,01. Кроме того, оптический знак этого минерала меняется от отрицательного при низких величинах показателей преломления (необыкновенного 1,700 и обыкновенного 1,712) до положительного при больших значениях (обыкновенного 1,716 и необыкновенного 1,721).
Обычно везувиан оптически одноосный, как и следовало бы ожидать на основании характера симметрии его кристаллов, но при некоторых условиях у верхнего предела значений его показателей преломления он становится аномально двухосным. В большинстве случаев везувиан имеет зеленовато-жёлтый или изумрудно-зелёный цвет, который придают этому минералу примеси железа. В видимом спектре дихроизм слабый, но иногда может быть заметен глазу по изменению оттенков цвета. Блеск стеклянный. В поляризованном свете этот минерал, как правило, проявляет гораздо более отчётливый плеохроизм, на чём и построена его оптическая диагностика.
В группу везувиана помимо его самого входят::
- вилуит
- манганвезувиан
- фторвезувиан

Эгеран — один из устаревших синонимов везувиана (нем).
Везувиан иногда встречается в виде плотных масс, не разделяющихся на отдельные кристаллы (при зелёной расцветке иногда его в таком виде принимали за разновидности жада), в подобной форме он описан и упоминается под названием «калифорнит»:417.
Довольно часто везувиан встречается в ассоциации с диопсидом. Возрастные взаимоотношения между везувианом и диопсидом неоднозначны: в некоторых участках наблюдается частичное или полное замещение везувиана диопсидом, в других же, наоборот, можно наблюдать процесс: как отдельные зёрна диопсида избирательно замещаются или даже корродируются везувианом. Вероятнее всего, кристаллизация этих минералов происходила почти параллельным образом. Довольно часто везувиан и диопсид образуют мономинеральные щётки кристаллов, которые располагаются в непосредственной близости друг от друга. Возрастные взаимоотношения везувиана с диопсидом и гроссуляром неоднозначны. В некоторых случаях везувиан является более поздним минералом по отношению к диопсиду и гроссуляру, а в ряде случаев можно видеть, что кристаллизация везувиана развивалась по гроссуляру. Иногда везувиан слагает мономинеральные или биминеральные участки пород (вместе с гроссуляром).
Травянисто-зелёный или желтовато-коричневый везувиан (в огранке) не трудно спутать с диопсидом или эпидотом. Диагностика в таких случаях несложна — прежде всего, по оптическим свойствам, о которых сказано выше. Светопреломление у диопсида заметно ниже, а у эпидота, напротив, заметно выше, чем у везувиана. Кроме того, они оба обнаруживают заметно более высокое двупреломление.

## Названия и история
Своё основное название минерал получил в 1795 году по имени вулкана Везувия, в застывшей лаве которого любители минералогии отыскивали его буроватые или зеленоватые кристаллы. Автором названия считается немецкий геолог Абраам Вернер.
Название «идокраз» (которое иногда ещё используется в западной литературе) заимствовано от французских минералогов и происходит от двух греческих слов: др.-греч. εἶδος (форма) и κράσον (смешанный). Такое название камень получил за то, что его кристаллы очень часто напоминают другие минералы. Два же других названия происходят от местонахождения известных образцов: впервые этот минерал был обнаружен на Везувии, а жадоподобные его массы известны — в Калифорнии:417-418.
Также известна светло-голубая или зеленовато-голубая разновидность везувиана, называемая ципри́н (от латинского cyprius — кипрский), которая встречается в Телемарке (Норвегия). Своё название циприн получил из-за содержания меди (в древности с Кипра вывозили медь).
Желтовато-коричневый идокраз из окрестностей Эмити (штат Нью-Йорк, США) получил товарное название ксанти́т (от др.-греч. Ξάνθος — жёлтый):418.

## Месторождения

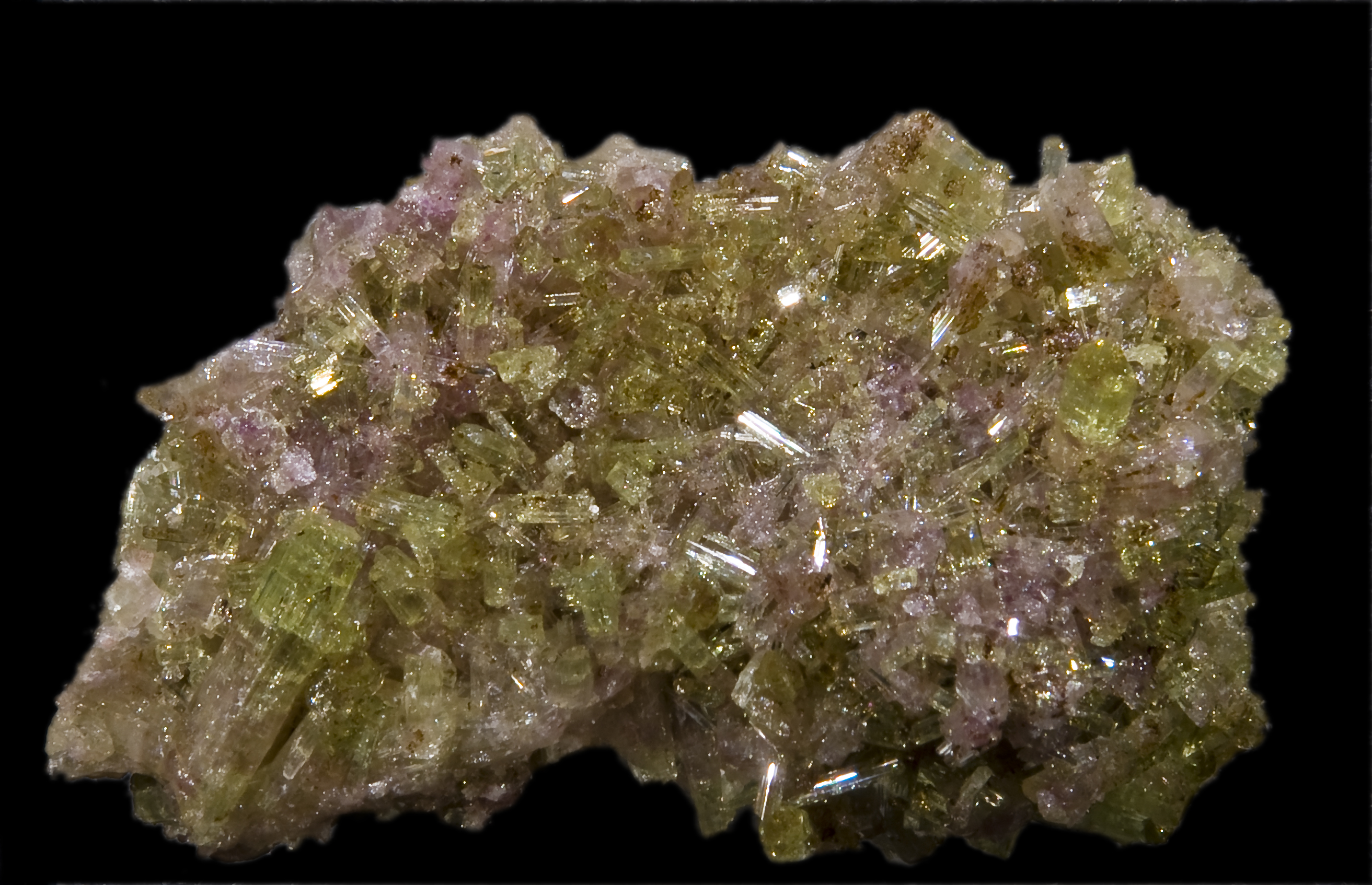
Манганвезувиан (Квебек)

На территории провинции Квебек в Канаде встречаются везувианы ювелирного качества массой 10—15 карат. Везувианы обнаружены также в Норвегии, Италии, Швейцарии, в Пакистане и Африке.
В жильных кальциево-силикатных породах Баженовского месторождения везувиан является одним из главных минералов. Количество его в родингитах непостоянно и может варьировать в достаточно широких пределах. Иногда везувиан слагает мономинеральные или, вместе с гроссуляром, биминеральные участки пород. Обычно кроме гроссуляра в ассоциации с везувианом встречаются диопсид и клинохлор. В массивных родингитах везувиан представлен чаще всего мелкими (до 1 мм в поперечнике) изометрическими или слабо удлинёнными зёрнами. В поляризованном свете этот минерал чаще всего проявляет отчетливый плеохроизм. Возрастные взаимоотношения везувиана с диопсидом и гроссуляром представляют собой некую переменную. В некоторых случаях везувиан является более поздним минералом по отношению к диопсиду и гроссуляру, а временами, и развивается по гроссуляру.
Наиболее распространены тёмные болотно-зелёные или светлые яблочно-зелёные разновидности везувианов, они же и ценятся выше, расцветки коричневых или бурых оттенков встречаются гораздо реже. Характерной особенностью баженовских везувианов является особенный внешний облик их кристаллов. Как правило, их габитус образован комбинацией удлинённых призм и «острейшей» дипирамиды, что придаёт им вид заточенного восьмигранного карандаша. Особая разновидность хромистого везувиана обнаружена среди поздних хлоритовых прожилков в редких на месторождении массивных хромитах. Везувиан сформирован в виде мелких (до 1.5 см в длину) длиннопризматических кристаллов, которые образуют мелкие щётки изумрудно-зелёного цвета. Содержание хрома в этой разновидности составляет около 1 мас.%. От других везувианов месторождения этот минерал отличается относительно низким содержанием алюминия и высоким — магния.

## Применение
Везувиан — эффектный минерал, который в своих лучших образцах имеет ценные декоративные качества. По классификации А. Е. Ферсмана и М. Бауэра этот минерал отнесён к поделочным (полудрагоценным) камням первого порядка. К тому же (первому) порядку поделочных камней относятся такие материалы как: нефрит, лазурит, глауконит, содалит, амазонит, лабрадор, орлец, малахит, авантюрин, кварцит, дымчатый кварц, горный хрусталь, агат (с его разновидностями), яшма, еврейский камень и розовый кварц.